# Telmário Mota
Telmário Mota de Oliveira (Normandia, 15 de fevereiro de 1958) é um economista e político brasileiro. Foi senador do estado de Roraima durante 2015 a 2023, ano em que foi preso, suspeito de ser o mandante do assassinato de uma mulher, mãe de uma filha sua. Era filiado ao partido Solidariedade, até que a divulgação da operação para sua captura ter revelado que já tinha deixado a legenda, dias antes; assim como o senador Chico Rodrigues, flagrado com dinheiro escondido nas partes íntimas, é investigado por desvio de verbas destinadas ao combate da Covid-19.

## Biografia
Filho de Ana Cabral de Oliveira, Telmário Mota é natural da comunidade indígena Teso do Gavião e que atualmente faz parte do município de Normandia, no estado de Roraima.
Analfabeto até os 11 anos de idade, Telmário Mota formou-se em economia pela Universidade Católica do Salvador (UCSAL) e especializou-se em orçamento público, matemática financeira e auditoria. Antes de ingressar na vida pública, trabalhou em vários empregos informais até ser contratado como contínuo (office boy) pelo Banco Bradesco, onde seguiu carreira até tornar-se auditor. Após 17 anos de trabalho na instituição financeira, atuou como Assessor Técnico de gabinete do Conselheiro e Chefe de Gabinete da Corregedoria Geral do Tribunal de Contas do Estado de Roraima (TCE/RR), onde ajudou a implantar o controle externo no estado.
Além disso, Telmário Mota é casado há mais de 30 anos com a médica Suzete Macedo de Oliveira.

## Trajetória política
Telmário Mota iniciou sua trajetória política em 2004 ao candidatar-se ao cargo de vereador do município de Boa Vista pelo antigo Partido Social Democrata Cristão (PSDC). Angariando 716 votos (o equivalente a 0,63% dos votos válidos), assumiu como suplente na Câmara municipal, mudando sua filiação para o Partido Democrático Trabalhista (PDT) em 2005. Na eleição seguinte, em 2008, candidatou-se novamente ao cargo e elegeu-se como o terceiro vereador mais votado de Boa Vista ao alcançar a soma de 2.364 votos.
Nas eleições estaduais de 2010, Telmário Mota candidatou-se pela primeira vez ao cargo de Senador da República pela coligação Roraima Verde e Limpa composta pelo Partido Democrático Trabalhista (PDT), Partido Comunista do Brasil (PCdoB), Partido Republicano Brasileiro (PRB), Partido Verde (PV), Partido Social Liberal (PSL), Partido Social Democrata Cristão (PSDC), Partido Renovador Trabalhista Brasileiro (PRTB), Partido da Mobilização Nacional (PMN) e Partido Republicano Progressista (PRP). Angariando 54.481 votos, o equivalente a 12,84% dos votos válidos, ficou em 4° lugar e não conseguiu se eleger ao cargo.
Nas eleições municipais de 2012, Telmário Mota concorreu ao cargo de prefeito do município de Boa Vista ao lado de Rudson Leite (PV), candidato a vice, pela coligação A força que vem do povo composta pelo PDT, PV, PP, PHS, PRP e PCdoB. Alcançando a soma de 30.606 votos, o equivalente a 21,06% dos votos válidos, ficou em terceiro lugar na disputa.
Já nas eleições estaduais de 2014, Telmário Mota candidatou-se novamente ao Senado Federal pela coligação É pra frente que se anda composta pelo PT, PDT, PCdoB, PV e PTC. Alcançando 96.888 votos, o equivalente a 41,24% dos votos válidos, conseguiu eleger-se à câmara alta do Congresso Nacional do Brasil pela primeira vez. Ao longo do primeiro mandato como senador, foi titular da CPI dos Fundos de Pensão e votou contra a prisão de Delcídio Amaral em 2015, votou contra a reforma trabalhista em julho de 2017 e, em outubro do mesmo ano, votou a favor da manutenção do mandato do senador Aécio Neves, derrubando a decisão da Primeira Turma do Supremo Tribunal Federal (STF) no processo onde ele era acusado de corrupção e obstrução da justiça por solicitar dois milhões de reais ao empresário Joesley Batista.
Além disso, em março de 2016 Telmário Mota foi o relator do Processo de cassação de Delcídio Amaral que foi aprovado por unanimidade no Senado Federal. Dois meses depois, também foi relator do processo de cassação de Romero Jucá, porém, sem apoio do PT, o processo foi arquivado pelo Senado sob a justificativa de que estavam com "excesso de atividades". A interlocutores, Telmário disse que Jucá sabia das principais "negociações políticas" do país, inclusive as que envolviam o PT, o que teria motivado o recuo dos colegas. Já no ano seguinte, Telmário Mota foi o relator que aprovou a Sugestão Legislativa (SUG) n° 15 de 2017 na Proposta de Emenda à Constituição (PEC) n° 51 de 2017 que institui imunidade tributária sobre os consoles e jogos para videogames produzidos no Brasil. A PEC é originária de uma ideia legislativa enviada por Kenji Amaral Kikuchi, do Rio de Janeiro, para o Portal e-Cidadania, e pedia a redução dos impostos sobre games dos atuais 72% para 9%. A proposta atingiu o número necessário de apoios no mesmo dia em que foi cadastrada no portal e, em dezembro de 2017, a Comissão de Direitos Humanos e Legislação Participativa aprovou o relatório do senador para transformar a SUG em PEC.
Em agosto de 2016, votou em favor do Impeachment de Dilma Rousseff. O senador havia mudado de posição após ter votado contrariamente ao afastamento da presidente nas duas votações anteriores do processo no Senado.
Ainda em 17 de janeiro de 2017, Telmário Mota foi expulso do Partido Democrático Trabalhista (PDT) por votar a favor da PEC do Teto dos Gastos Públicos em dezembro de 2016. Um mês depois, filiou-se ao Partido Trabalhista Brasileiro (PTB). Em junho do ano seguinte, licenciou-se do mandato para concorrer ao governo do estado de Roraima, deixando em seu lugar o segundo suplente do cargo, Rudson Leite (PV). Ao lado de Evandro Moreira, candidato a vice, e pela coligação Dê uma Chance Para Roraima composta pelo Partido Trabalhista Brasileiro (PTB), Partido dos Trabalhadores (PT), Partido Verde (PV), Partido Socialista Brasileiro (PSB) e Rede Sustentabilidade (REDE), a chapa de Telmário Mota angariou 9.495 votos (o equivalente a 3,54% dos votos válidos), e ficou em último lugar na disputa.
Em 31 de janeiro de 2019, Telmário Mota mudou novamente de filiação e confirmou seu ingresso no Partido Republicano da Ordem Social (PROS).
Em 9 de setembro de 2020, Mota foi o único senador a votar contra a PL 1.095/19, que prevê o aumento da pena contra os maus-tratos a cães e gatos. Segundo ele, "animais precisam ser tratados como animais e não como gente".

## Acusações criminais

### Suspeita de desvio de dinheiro
Telmário Mota foi um dos citados pelo delator Francisvaldo de Melo Paixão em seu depoimento à Polícia Federal. Francisvaldo trabalhou na coordenação geral de urgência e emergência entre janeiro e abril de 2020, e afirmou que Mota estava envolvido em um esquema suspeito de desvio de verba de emenda parlamentar destinada ao combate à pandemia de COVID-19 em Roraima. Os outros citados foram os senadores Mecias de Jesus (REP-RR) e Chico Rodrigues (DEM-RR), e o deputado Jhonatan de Jesus (REP-RR).

### Acusação de assédio e tentativa de estupro
Uma filha de Telmário Mota acusou o pai de assédio sexual e tentativa de estupro durante o Dia dos Pais, em 14 de agosto de 2022. A adolescente de 17 anos registrou um boletim de ocorrência contra o senador, afirmando que ele a forçou a entrar em seu carro e consumir bebidas alcoólicas, tentou tirar suas roupas e tocou suas partes íntimas; enquanto Mota alegou que ela passaria por "um grave distúrbio psicológico" e que era vítima de perseguição política. O primeiro suplente de Mota no Senado, Marcus Holanda, renunciou ao cargo após a denúncia.

### Acusação de feminicídio e prisão
A situação da denúncia de estupro tinha na mãe da filha de Telmário, Antônia de Araújo Souza, a principal testemunha na investigação. Antônia, entretanto, foi assassinada com um tiro na cabeça, ao sair de sua casa na manhã do dia 29 de setembro de 2023. Dois homens numa motocicleta abordaram a vítima, e as investigações ligaram o ex-senador ao veículo: a moto fora adquirida por um sobrinho e entregue na véspera do crime por uma assessora. Foi então expedida uma ordem de prisão e o político foi buscado em várias partes do país, sendo considerado foragido e a polícia acreditava que houvera vazamento da informação de sua ordem de prisão, em razão de sua influência política no estado natal. Nesta operação foram cumpridos mandados de prisão e de buscas, sendo que "Leandro Luz da Conceição, apontado como suspeito de ter dado o tiro que matou Antônia, foi preso em Caracaraí, no interior de Roraima. O sobrinho do ex-senador, Harrison Nei Correa Mota, conhecido como “Ney Mentira”, responsável por organizar o assassinato" também estava foragido como Telmário
Na manhã de 31 de outubro Telmário foi finalmente localizado no estado de Goiás, e preso na cidade de Nerópolis. Em revelação sobre a investigação a polícia civil de Roraima informou que os executores do crime haviam treinado tiro na fazenda de propriedade do político, cuja investigação recebeu o nome de "Operação Caçada Real", em referência ao nome dessa fazenda.

## Desempenho em eleições
| Ano  | Eleição                | Coligação                                       | Partido | Candidato a | Votos  | %     | Resultado  |
| ---- | ---------------------- | ----------------------------------------------- | ------- | ----------- | ------ | ----- | ---------- |
| 2004 | Municipal de Boa Vista | Sem coligação                                   | PSDC    | Vereador    | 716    | 0,63  | Não Eleito |
| 2008 | Municipal de Boa Vista | Sem coligação                                   | PDT     | Vereador    | 2.364  | —     | Eleito     |
| 2010 | Estadual em Roraima    | PDT, PCdoB, PRB, PV, PSL, PSDC, PRTB, PMN e PRP | PDT     | Senador     | 54.481 | 12,84 | Não Eleito |
| 2012 | Municipal de Boa Vista | PDT, PV, PP, PHS, PRP e PCdoB                   | PDT     | Prefeito    | 30.606 | 21,06 | Não Eleito |
| 2014 | Estadual em Roraima    | PT, PDT, PCdoB, PV e PTC                        | PDT     | Senador     | 96.888 | 41,24 | Eleito     |
| 2018 | Estadual em Roraima    | PTB, PT, PV, PSB e REDE                         | PTB     | Governador  | 9.495  | 3,54  | Não Eleito |
| 2022 | Estadual em Roraima    | PROS e PSC                                      | PROS    | Senador     | 19.609 | 7,67  | Não Eleito |